# Trachypithecus johnii
Semnopithèque du Nilgiri
Espèce
Statut de conservation UICN

 VU C2a(i) : Vulnérable
Statut CITES
Le Semnopithèque du Nilgiri ou Langur du Nilgiri (Trachypithecus johnii), est une espèce de singe de la famille des Cercopithecidae. Ce semnopithèque est une espèce vulnérable originaire du sud ouest de l'Inde.

## Répartition

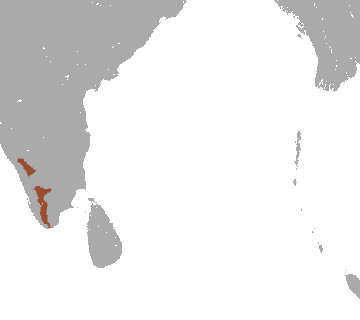
Carte du sud de l'Inde avec en brun les zones de répartition du Semnopithèque du Nilgiri

Ce singe vit en Inde, dans les régions du Karnataka, Kerala et  Tamil Nadu.